# Curumin
Curumin, nome artístico de Luciano Nakata Albuquerque (São Paulo, 28 de julho de 1976), é um cantor e instrumentista brasileiro, cujo estilo incorpora elementos de hip hop, funk, jazz, bossa nova e samba. Descendente de japoneses e espanhóis, canta em português e fala inglês fluentemente.
De formação musical calcada em instrumentos de corda e percussão, iniciou-se profissionalmente na música aos 18 anos de idade, como baterista. Tocou com artistas como Arnaldo Antunes, André Abujamra, Céu, Rômulo Fróes e Vanessa da Mata. Também integrou as bandas Sindicato do Groove, Toca e Zomba.
Seu primeiro álbum solo, Achados e Perdidos, foi lançado em 20 de setembro de 2005 e distribuído internacionalmente sob o rótulo Quannum Projects. Ao longo dos anos seguintes, lançou outros trabalhos como Japan Pop Show (2008) e Arrocha (2012).
Em 2017, seu álbum Boca foi indicado ao Grammy Latino de 2017 de Melhor Álbum de Rock ou Alternativo em Língua Portuguesa.
Desde 2004, é casado com a cantora Anelis Assumpção, filha do músico Itamar Assumpção.

## Discografia
Álbuns
- Perro (2005, The Projects)
- Achados e Perdidos (2005, YB Music, Quannum Projects)[6]
- Japan Pop Show (2008, YB Music, Quannum Projects)
- Arrocha (2012, YB Music, Quannum Projects)
- Boca (2017)
- Pedra de selva - 2024 (Brasuca Discos)

## Outras aparições de álbum
- Live at KXLP Vol. 5 - "Extendo" (2009)
- Nat Geo Sessions (National Geographic)

## EPS
- - Tô uma onda para Tom Zé[7] (2022)
  - Uma flecha (2022)[8]
  - Púrpuras (2021)[9]
  - O que vi no seu olhar (2021, participações)
  - Todo santo dia (2021, participações)
  - Bora Passear[10] (2021)